# فاتجيسا جيجولاج
فاتييسا خليل جيجولاج ( بالكرواتية : Fatjesa Halil Gegolaj؛ من مواليد 5 نوفمبر 2001) هي لاعبة كرة قدم كرواتية محترفة من مواليد كوسوفو تلعب في مركز الوسط الأيسر لنادي العلا السعودي والمنتخب الكرواتي.

## المسيرة الكروية

### بداية مسيرتها المهنية ورييكا
لعبت جيجولاج كرة القدم مع الأولاد في زماج ماكارسكا حتى اللحظة التي أصبحت فيها في سن الثانية عشرة جزءًا من فريق الشباب في مارجان، حيث نقلت بعد ثلاث سنوات إلى فريق الشباب في رييكا. بعد عام واحد، ترقت إلى فريق رييكا الأول بسبب أدائها الجيد مع فريق الشباب. في 1 نوفمبر 2017، ظهرت جيجولاج لأول مرة كلاعبة كرة قدم محترفة في مباراة انتهت بالتعادل 1-1 خارج أرضها ضد نيريتفا بعد أن اختيرت في التشكيلة الأساسية. بعد ثمانية عشر يومًا، سجلت هدفها الأول لصالح رييكا في ظهورها السابع مع النادي في فوز 20-0 على أرضه على فيكتوريا في الدوري الكرواتي الأول لكرة القدم للسيدات.

### سبليت
انضمت جيجولاج قبل بداية موسم 2018-2019 إلى نادي سبليت في الدوري الكرواتي النسائي الأول لكرة القدم. في 23 سبتمبر 2018، ظهرت لأول مرة في مباراة الفوز 0-5 خارج أرضها ضد ناديها السابق رييكا بعد أن اختيرت في التشكيلة الأساسية. بعد عشرين يومًا، سجلت جيجولاج أهدافها الأولى لصالح سبليت في ظهورها الثاني مع النادي في فوز 0-8 خارج أرضها على ناديها السابق مارجان في الدوري الكرواتي الأول لكرة القدم للسيدات.

### المهنة في الخارج
في عام 2022، وقعت جيجولاج مع نادي إف سي سيون السويسري، قبل أن تنضم إلى نادي العلا السعودي في سبتمبر 2023.

## المسيرة الدولية
من عام 2015 حتى عام 2020، كانت جيجولاج جزءًا من كرواتيا على المستوى الدولي للشباب، وكانت على التوالي جزءًا من فرق تحت 15 سنة، وتحت 16 سنة، وتحت 17 سنة، وتحت 19 سنة، ولعبت مع هذه الفرق 25 مباراة. في 1 أبريل 2019، سميت جيجولاج كجزء من تشكيلة كرواتيا لبطولة ووهان الدولية 2019. بعد ستة أيام، ظهرت لأول مرة مع كرواتيا في مباراة تحديد المركز الثالث في بطولة ووهان الدولية 2019 ضد روسيا بعد دخولها كبديلة في الدقيقة 82 بدلاً من آنا دويموفيتش.
كانت جيجولاج جزءًا من الفريق الذي استدعي لكأس قبرص للسيدات 2023.

## الحياة الشخصية
وُلِدت جيجولاج في بريزرن، جمهورية يوغوسلافيا الاتحادية ( كوسوفو حاليًا) لأبوين من أصل ألباني كوسوفي عاشا وعملا في ماكارسكا، كرواتيا.

## إحصائيات المهنة

### النادي
آخر تحديث 15 November 2020. 
| النادي         | الموسم         | الدوري                                   | الدوري    | الدوري  | الكأس     | الكأس   | القاري    | القاري  | المجموع   | المجموع | المراجع |
| النادي         | الموسم         | القسم                                    | التطبيقات | الأهداف | التطبيقات | الأهداف | التطبيقات | الأهداف | التطبيقات | الأهداف | المراجع |
| -------------- | -------------- | ---------------------------------------- | --------- | ------- | --------- | ------- | --------- | ------- | --------- | ------- | ------- |
| ريجيكا         | 2017–18        | الدوري الكرواتي الأول لكرة القدم للسيدات | 17        | 2       | —         | —       | —         | —       | 17        | 2       | [ 14 ]  |
| سبليت          | 2018–19        | الدوري الكرواتي الأول لكرة القدم للسيدات | 14        | 3       | 1         | 0       | —         | —       | 15        | 3       | [ 15 ]  |
| سبليت          | 2019–20        | الدوري الكرواتي الأول لكرة القدم للسيدات | 14        | 4       | 1         | 1       | 0         | 0       | 15        | 5       | [ 16 ]  |
| سبليت          | 2020–21        | الدوري الكرواتي الأول لكرة القدم للسيدات | 8         | 1       | 1         | 0       | 1         | 0       | 10        | 1       | [ 13 ]  |
| سبليت          | المجموع        | المجموع                                  | 53        | 10      | 3         | 1       | 1         | 0       | 57        | 11      | [ 13 ]  |
| المجموع المهني | المجموع المهني | المجموع المهني                           | 53        | 10      | 3         | 1       | 1         | 0       | 57        | 11      | [ 13 ]  |

### الدولي
آخر تحديث 22 September 2020. 
| المنتخب الوطني | سنة     | التطبيقات | الأهداف |
| -------------- | ------- | --------- | ------- |
| كرواتيا        |         |           |         |
| 2019           | 1       | 0         |         |
| 2020           | 1       | 0         |         |
| المجموع        | المجموع | 2         | 0       |

## الأهداف الدولية
| لا. | تاريخ         | مكان                                   | الخصم   | نتيجة | نتيجة | مسابقة |
| --- | ------------- | -------------------------------------- | ------- | ----- | ----- | ------ |
| 1.  | 10 أبريل 2023 | ملعب جورجيوس كاماراس ، أثينا ، اليونان | اليونان | 1-0   | 1-2   | ودي    |

## روابط خارجية
- فاتجيسا جيجولاج  على سكروي
- Fatjesa Gegollaj at the Croatian Football Federation